# Etelvina Lopes de Almeida

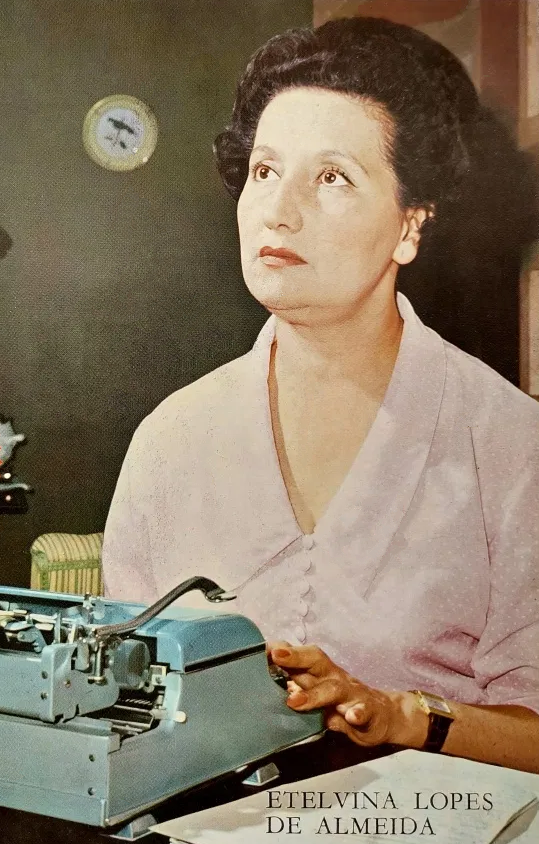
Etelvina Lopes de Almeida auf dem Cover des Magazins Antena, 15. Juli 1966

Etelvina Lopes de Almeida (* 17. März 1916 in Serpa; † 30. April 2004 in Tábua) war eine portugiesische Schriftstellerin von Romanen und Kinderbüchern, Journalistin und Hörfunksprecherin und war nach der Nelkenrevolution vom 25. April 1974 Abgeordnete in der Assembleia da República für den Partido Socialista.

## Leben
Lopes de Almeida wurde in Serpa geboren und besuchte das Liceu Maria Amália Vaz de Carvalho in Lissabon und ein Internat in Queluz. Sie begann ihre Karriere als Journalistin und Autorin bei der Kinderzeitung O Papagaio, die von Adolfo Simões Müller geleitet wurde. Im Jahr 1941 machte sie ihren Schulabschluss und begann gleichzeitig bei Rádio Renascença zu arbeiten, zunächst als Sekretärin und dann als Sprecherin. Später arbeitete sie mit einer Zeitungsausschnittfirma zusammen und begann bei der Zeitschrift Modas & Bordados, die damals von Maria Lamas geleitet wurde, als Sekretärin zu arbeiten. Im Jahr 1943 wurde sie Chefredakteurin der Zeitschrift und schrieb Kurzgeschichten und Reportagen für die Zeitschrift O Século Ilustrado.
Im Jahr 1944 begann sie als Sprecherin für Emissora Nacional zu arbeiten. Ein Jahr später gehörte sie zu den Unterzeichnern der Aufrufe des Movimento de Unidade Democrática. Als Maria Lamas 1946 zur Präsidentin des Conselho Nacional das Mulheres Portuguesas ernannt wurde, übernahm Lopes de Almeida die Leitung der Zeitschrift Modas & Bordados. Im selben Jahr erhielt sie auch ihre von Aquilino Ribeiro unterzeichnete Mitgliedskarte bei der Aufnahme in den portugiesischen Schriftstellerverband (Sociedade Portuguesa de Escritores).
1947 nahm sie an den Veranstaltungen im Rahmen der Exposição de Livros Escritos por Mulheres de todo o Mundo teil, die in der Sociedade Nacional de Belas Artes organisiert wurde. Nachdem sie ein Jahr später zusammen mit einigen ihrer Kolleginnen Petitionen, die die Abschaffung der Zensur und die Freilassung politischer Gefangener forderten, wurde sie bei Emissora Nacional entlassen. Danach begann sie, mit Zeitungen, dem Rádio Clube Português und anderen kleinen privaten Radiosendern zusammenzuarbeiten. Im selben Jahr wurde sie Mitglied der  Liga Portuguesa Feminina para a Paz, und als diese ihre Tätigkeit einstellen, trat sie dem Conselho Nacional das Mulheres Portuguesas bei, der von Sara Beirão und Maria Lamas geleitet wurde.
Im Jahr 1962 wurde sie aus politischen Gründen bei Modas & Bordados entlassen und arbeitete anschließend für das Unternehmen, dem die Zeitschrift gehörte. Im Jahr 1965 stürmte die PIDE den Sitz des Verlags Publicações Europa-América und beschlagnahmte Hunderte von Büchern, darunter Lopes de Almeidas Buch ABC da Culinária („ABC der Kochkunst“) wurde beschlagnahmt. Danach schrieb sie nicht mehr für Zeitungen und Zeitschriften, bis sie 1968 nach Paris ging und eine Reihe von Artikeln über portugiesische Emigranten an die Zeitung O Século schickte. Danach koordinierte sie die Öffentlichkeitsarbeit eines Immobilienunternehmens und bereiste verschiedene Länder.
1969 war sie erfolglos Kandidatin der oppositionellen Comissão Eleitoral de Unidade Democrática für die Parlamentswahlen 1969. Die nur für die Wahl gegründete Liste trat in den Wahlkreisen Lissabon, Porto und Braga an, in denen sich die Opposition zum Estado Novo wegen Streitigkeiten zwischen den Sozialisten und den Kommunisten nicht auf Einheitslisten hatte einigen können. Nach der Nelkenrevolution arbeitete sie für Radiodifusão Portuguesa und wurde 1975 Leiterin von Radiodifusão Portuguesa Internacional, wo sie verschiedene portugiesische Gemeinden im Ausland besuchte. Sie war Mitglied der Grupo das Mulheres Socialistas und gehörte als Mitglied der Partido Socialista der Verfassungsgebenden Versammlung (Assembleia Constituinte) und für die ersten beiden Legislaturperioden der Assembleia da República an.
1982 wurde sie vom Conselho Nacional das Mulheres no Brasil zur Frau des Jahres gewählt.
Später widmete sie sich den Problemen älterer Menschen und gehörte dem Vorstand der Fundação Sara Beirão/António Costa Carvalho an, die sie zusammen mit Igrejas Caeiro in Tábua gründete. 1993 leitete sie eine Sitzung eines „Europäischen Parlaments für ältere Menschen“ bei der EU in Straßburg, auf der die „Europäische Charta für ältere Menschen“ verabschiedet wurde.
1995 erhielt sie vom damaligen Präsidenten Mário Soares den portugiesischen Verdienstorden Ordem do Mérito.
Lopes de Almeida starb 2004 an den Folgen einer langwierigen Krankheit.

## Veröffentlichungen (Auswahl)
- 111 Receitas de Tartes, Publicações Europa-América, Mem Martins o. J.
- Histórias que o mundo conta, mit Illustrationen von Rui Perdigão, Perspectivas e realidades, Lissabon 1985.
- 111 Receitas com Ovos, Publicações Europa-América, Mem Martins 1979.
- 111 Receitas de Tapas e Entradas, Publicações Europa-América, Mem Martins 1979.
- ABC da Culinária, Publicações Europa-América, Mem Martins 1966.
- O Tambor da Paz, 1963.
- Maria Verdade, 1952.
- O Tontinho da Esquina, Edições Universo, Lissabon o. J.
- Bia Calatroia, Editorial Século, Lissabon 1948.